# 復星恆利
復星恆利證券有限公司是一間於香港金融公司，成立於1987年，前身是恒利證券（香港）有限公司。 
2014年，復星國際收購恒利證券，其後易名為復星恆利。2018年，復星恆利獲得香港上市保薦人資格。

## 外部連結
- 復星恆利